# Ричфілд (Небраска)
Ричфілд (англ. Richfield) — переписна місцевість (CDP) в США, в окрузі Сарпі штату Небраска. Населення — 42 особи (2020).

## Географія
Ричфілд розташований за координатами 41°6′39″ пн. ш. 96°4′35″ зх. д. / 41.11083° пн. ш. 96.07639° зх. д. (41.110763, -96.076324).  За даними Бюро перепису населення США в 2010 році переписна місцевість мала площу 3,91 км², уся площа — суходіл.

## Демографія
Згідно з переписом 2010 року, у переписній місцевості мешкали 43 особи в 17 домогосподарствах у складі 13 родин. Густота населення становила 11 особа/км².  Було 20 помешкань (5/км²).
Расовий склад населення:
| - 95,3 % — білих |

До двох чи більше рас належало 4,7 %. Частка іспаномовних становила 0,0 % від усіх жителів.
За віковим діапазоном населення розподілялося таким чином: 32,6 % — особи молодші 18 років, 51,1 % — особи у віці 18—64 років, 16,3 % — особи у віці 65 років та старші. Медіана віку мешканця становила 40,1 року. На 100 осіб жіночої статі у переписній місцевості припадало 115,0 чоловіків;  на 100 жінок у віці від 18 років та старших — 93,3 чоловіків також старших 18 років.
Середній дохід на одне домашнє господарство  становив 52 684 долари США (медіана — 60 774), а середній дохід на одну сім'ю — 52 684 долари (медіана — 60 774). За межею бідності перебувало 9,1 % осіб, у тому числі 8,6 % дітей у віці до 18 років та 0,0 % осіб у віці 65 років та старших.
Цивільне працевлаштоване населення становило 65 осіб. Основні галузі зайнятості: науковці, спеціалісти, менеджери — 44,6 %, публічна адміністрація — 30,8 %, освіта, охорона здоров'я та соціальна допомога — 12,3 %, будівництво — 12,3 %.